# 奧斯蒙德 (內布拉斯加州)
奧斯蒙德（英語：Osmond）是位於美國內布拉斯加州皮爾斯縣的城市。

## 人口
根據2020年美國人口普查的數據，奧斯蒙德的面積為2.07平方千米，當中陸地面積為2.06平方千米，而水域面積為0.01平方千米。當地共有人口791人，而人口密度為每平方千米382人。